# Sankeyský viadukt

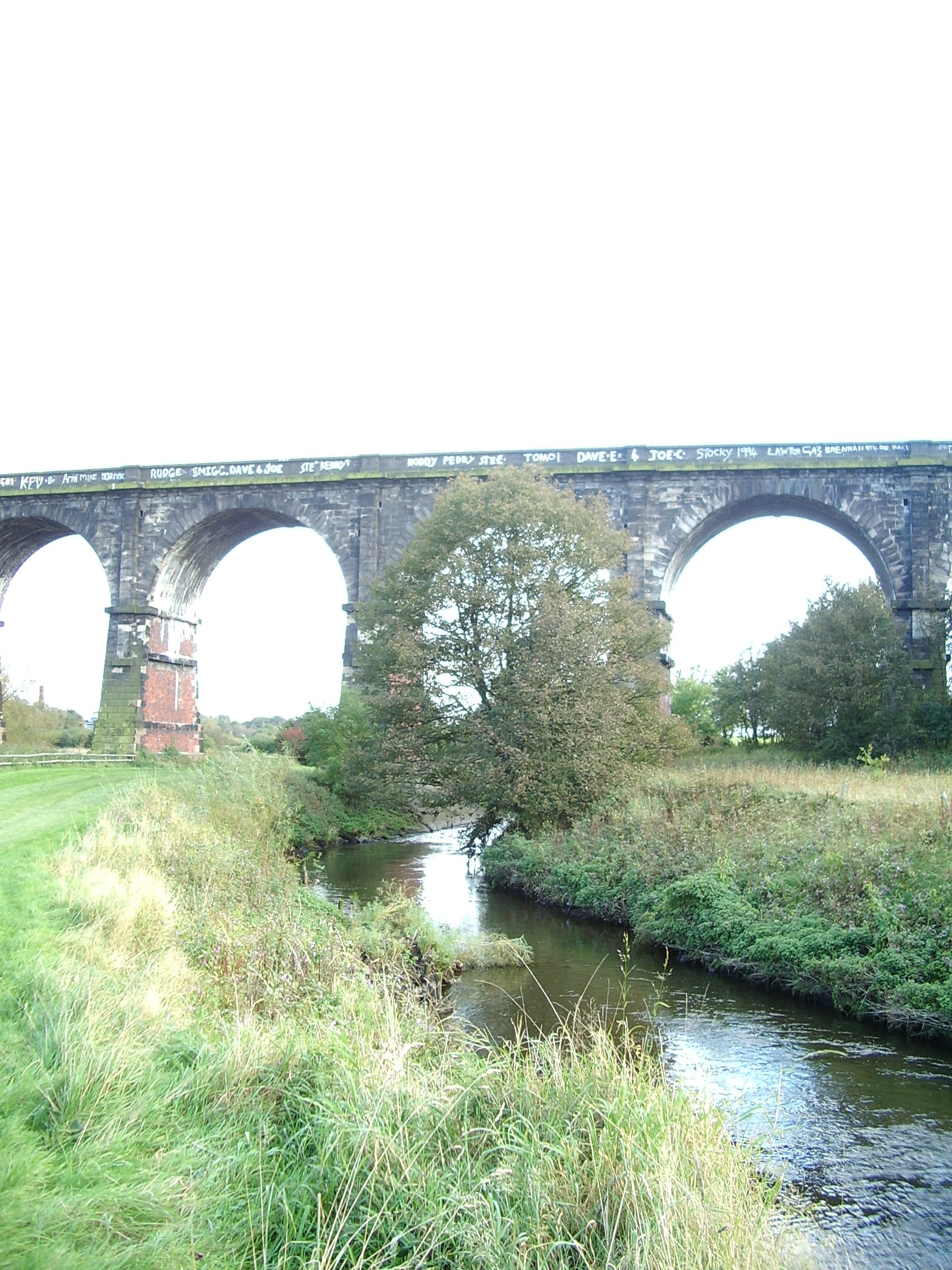
Železniční most přes údolí Sankey

Sankeyský viadukt patřil k prvním velkým železničním viaduktům na světě.
Byl postaven v Anglii v letech 1828–1830 na nově budované trati Liverpool-Manchester, v blízkosti města Newton-le-Willows. Trať stavěl George Stephenson, samotný most navrhl William Allcard. Úkolem mostu bylo překlenout v té době velmi důležitý plavební kanál v údolí Sankey bez omezení provozu.
Viadukt sám má 9 oblouků, podle kterých dostal také místní název „Devět oblouků“. Každý pilíř má rozpětí 15 m a nese dvoukolejnou trať ve výšce 21,5 m nad nejnižším bodem údolí. Šířka mostu je 7,6 m. Vzhledem k měkkému podloží jsou základy mostu postaveny na cca 200 pilotách zaražených do hloubky 6 až 9 m.
Pilíře mostu jsou postaveny z pískovcových kvádrů. Mostní oblouky jsou z cihel, vnější obložení je rovněž z pískovce. Pískovec pro stavbu byl těžen v blízkém lomu vzdáleném necelý kilometr. Ve své době byl most včetně předmostí a nábřeží unikátní a obdivovanou stavbou.